# 慶明戦
慶明戦（けいめいせん）または明慶戦（めいけいせん）は、慶應義塾大学（以下、「慶應」）と明治大学（以下、「明治」）の間で行われる主にスポーツ分野での対校戦である。

## 概要
スポーツ界にも多くのOB・OGを輩出してきた両校において、競技によっては100年を超える歴史をもつものもあり、伝統の一戦として部員、OB・OGなどの思い入れが強い試合であることが多い。スポーツ分野以外でもこの両校の学生サークルなどが実施するイベントにおいて使用されることがある。

## 野球

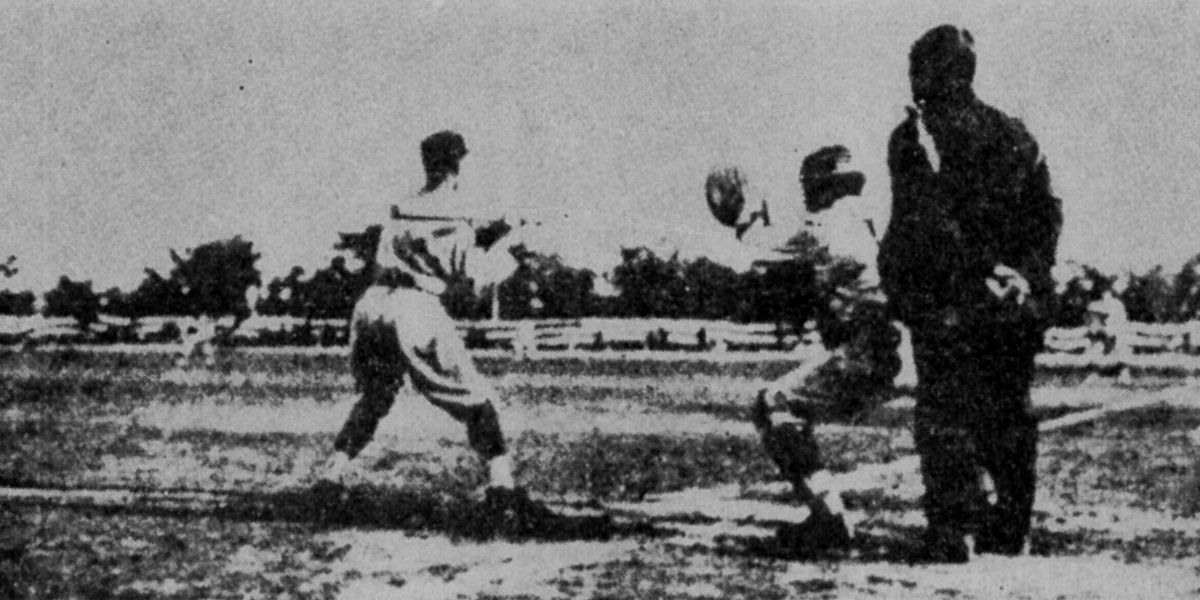
1915年春の慶明戦

野球は東京六大学野球連盟における慶應対明治の試合を指す。
慶應野球部は1888年にアメリカから帰国した岩田伸太郎が大学内に野球を奨励し発足した「三田ベースボール倶楽部」を発祥とし、明大野球部は1910年の明治大学錦町分校の有志チームを発祥とする。OB組織の名称はそれぞれ「三田倶楽部」と「駿台倶楽部」である。
慶應は1893年6月19日には当時最強といわれた一高に初挑戦で勝利を収め、1901年には日本の野球チームで初となる国内遠征を敢行している。明大教授であった内海弘蔵が野球部部長を務めた関係で、慶應OB佐竹官二との縁で、創部当初は佐竹が度々明大にコーチに訪れるという関係であった。
一方、明大は創部から3年後の1913年2月には早くもフィリピン・マニラで開催された第1回極東選手権競技大会（東洋オリンピック）の野球競技に日本代表として出場して優勝を果たし、更に翌年にはアメリカ遠征を行なって26勝28敗2分の成績を収めるなど、その実力が高く評価され注目を集めた。
1914年の秋、明治の提唱によって早稲田、慶應、明治による新たなリーグ「三大学リーグ」が開始されることとなり、当時は早慶戦中断期であり、慶明戦は早明戦とともに多くの野球ファンの関心を集めることになった。これに1917年に法政が、1923年に立教が加入したことによって五大学野球連盟となった 。
更に、1906年以降中断されて久しい早慶戦の復活に向け、調整に動き出した明治が、既に剣道やラグビー、陸上競技などで早慶戦が開始したことを受け機が熟したと判断し、内海部長が中心となり復活の斡旋に入り、早慶野球部ともに復活に異存はない状況となったものの慶應OBが強硬に反対したため、内海らが「早稲田との試合を拒む慶應を除外して、新リーグを組織する」 という実質的な最後通牒を突き付けて慶應の説得に成功し、ようやく早慶戦復活が決した。更に1925年に東大を加えた東京六大学野球連盟の発足に至った。
1928年春季リーグ戦で明治は東京六大学リーグ史上初の全勝優勝を果たしたが、慶応がアメリカ遠征中で不参加だった中での、両校の直接対決のない8戦8勝での全勝優勝であった。一方、同年の秋期リーグで、慶応はリーグ史上初の10戦10勝での完全優勝を果たした。その最後のカードが慶明戦であり、これに連勝して慶応は史上初の全勝優勝を果たす形となった。明治は直前の春季リーグでの全勝優勝の栄光から一転して、記録を書き換えられ、更に、歴史的快挙の引き立て役に回ることとなった。
1931年春季リーグ戦の優勝を賭けた大一番となった慶明戦で起こった八十川ボーク事件は、リンゴ事件と共に東京六大学野球における二大事件として知られる。リンゴ事件で主役を演じた水原茂（後に野球殿堂入りしたプロ野球界の名将）は、八十川ボーク事件の試合でも3回表から途中出場し、ボークを宣告された時の一塁ランナーであった。
1990年代の慶明においては、慶応の高橋由伸、明治の川上憲伸のライバル対決が、当時の六大学リーグを代表する名勝負とされ、高橋が巨人、川上が中日に入団した後のプロの舞台でもハイレベルな争いが続くこととなった。しかし、ここでも両校の運命の糸は綾を成し、2人はプロ1年目の1998年、高橋が打率.300、19本塁打、川上が14勝6敗、防御率2.57と、いずれもルーキーとしては出色の高成績を残したものの、直接対決で川上が高橋を22打数1安打と封じ込めたことが決め手となり、新人王に輝くこととなった。
近年の六大学野球に於いては、両校により優勝争いが演じられることが多く（2021～2023年の計6回の六大学野球リーグ戦では、両校が優勝3回ずつと分け合っている）、両校関係者の間では、慶明戦を実質的な天王山として捉える向きも多い。

## ラグビー

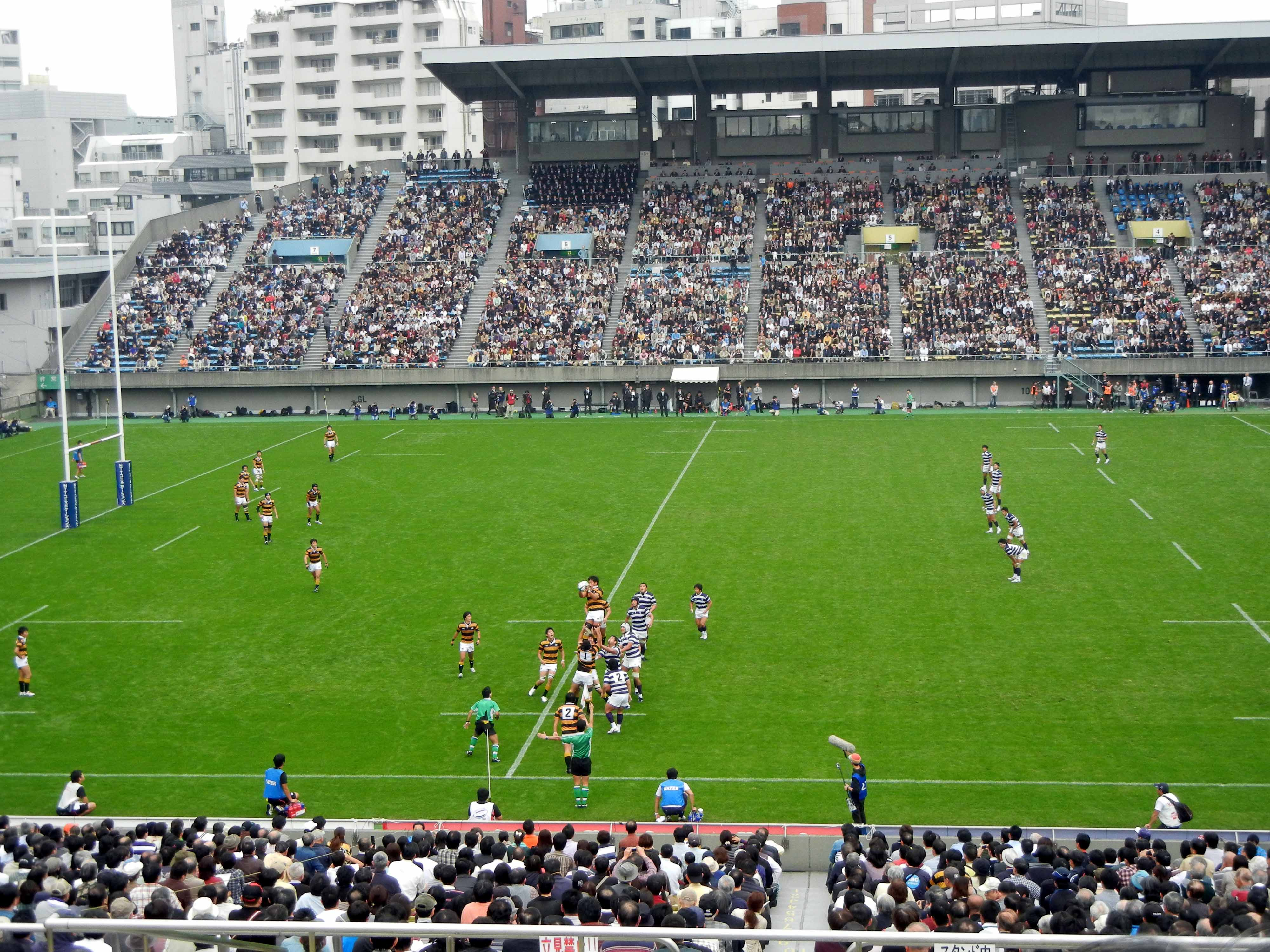
ラグビー慶明戦

ラグビーは関東大学ラグビー対抗戦グループにおける慶應対明治の試合を指す、毎年11月の第1日曜日もしくは11月3日に秩父宮ラグビー場にて開催される（早明戦、早慶戦と異なり、他カードと同日、同会場で組まれる）。また、3月に行われる「全早慶明三大学対抗戦」においても、現役・OB混成チームによる「全慶應対全明治」の試合が行われる（嘗ては毎年3週にわたり、テレビ東京系列で全国中継されていた）。
通算成績は（対抗戦）明治の49勝34敗3分、（大学選手権）明治の5勝1敗1分。例年競った激しい試合となることが多い。現在はJ SPORTSがテレビ中継を行う。
両チームの興隆、選手間の交流も浅からぬ歴史があり、1978年（1977年度）、トヨタ自工ラグビー部（現・トヨタ自動車ヴェルブリッツ）に進んでいた明治OBの境政義（日本代表、豊栄交通社長）、高田司（日本代表、NEC初代監督）、慶応OBの上田昭夫（日本代表、後の慶大ラグビー部監督、フジテレビ・ニュースキャスター）らは、チームメイトとして全国社会人ラグビーフットボール大会及び、日本ラグビーフットボール選手権大会（以下、日本選手権）を戦い制覇した。一方、ラグビー日本代表では上田は、主に松尾雄治（明治OB、元祖ミスター・ラグビー）とハーフ団を組み、森重隆（明治OB、後の日本ラグビーフットボール協会名誉会長）らとバックス陣営を構成し世界の強豪チームと戦った。
1984年に母校の慶大監督に就任した上田は、翌1985年度は後に日本代表選手となる松永敏宏（後の慶大ラグビー部監督）、村井大次郎に加え、玉塚元一（後のローソン社長）らが卒業した影響もあり、対抗戦ではまさかの4位に甘んじ、かろうじて大学選手権の出場権をかけた、リーグ戦グループとの交流試合へと駒を進めたが、この試合で同年度のリーグ戦を制した日本大学を破って大学選手権出場を決めると、大学選手権では早稲田大学などを破って決勝進出。決勝は同年度に対抗戦で優勝した明治との対戦となり、激しい雨の中、慶明両校による一進一退の攻防の末、12-12で引き分けとなり両校優勝となった。1986年1月15日に行われる日本選手権の出場権は、大学選手権決勝翌日の抽選の結果、慶大が出場権を得た。
迎えた日本選手権は、当時、上田自身がまだ在籍していたトヨタ自動車が相手で、トヨタ自動車の当時の監督は、選手として上田とともに8年前の日本一を経験した明治OBの境政義という因縁尽くしの対戦となったが、18-13で制し、大学チームとしては、1975年度の明治大学以来、史上5校目となるラグビー日本一をもたらした。日本一となった試合の主な選手には、生田久貴（日本代表、ミクニ社長）、福澤克雄 （TBSテレビ、テレビディレクター、映画監督）などがいた。

## ボクシング
大正時代、既に学生拳闘連盟は存在しつつも、まだしっかりと規定された組織運営がなされていなかった頃、慶應の石川輝や明治の臼田金太郎や泉勘次郎などが中心となって本格的な新連盟設立の準備が始まり、1926年の明治の御膝下の神田ブラジルにおける、「全國学生拳闘連盟」と「全日本アマチュア拳闘連盟」（現在の日本ボクシング連盟）の発会式に至った。
1927年6月25日に、ボクシング慶明戦の初戦となる「第一回慶明対抗戦」（日本初の大学対抗ボクシング試合） が青山会館で行われ、5 - 5で引き分けとなった。

## アメリカンフットボール
慶應義塾體育會アメリカンフットボール部と明治大学グリフィンズによる、初のアメリカンフットボール慶明戦は1935年10月29日に芝公園競技場で行われ、明32 - 0慶で明治が勝利した。

## ハンドボール
慶明ハンドボール定期戦として1947年から1966年まで開催され、関東学連内の定期対抗戦としては最も長い歴史を誇っていたが、1967年より、早稲田大学男子ハンドボール部を加え、新たに早慶明定期戦として再スタートし現在に至る。1966年までの慶明の通算成績は10勝10敗同士と分け合っていた。

## 弓道

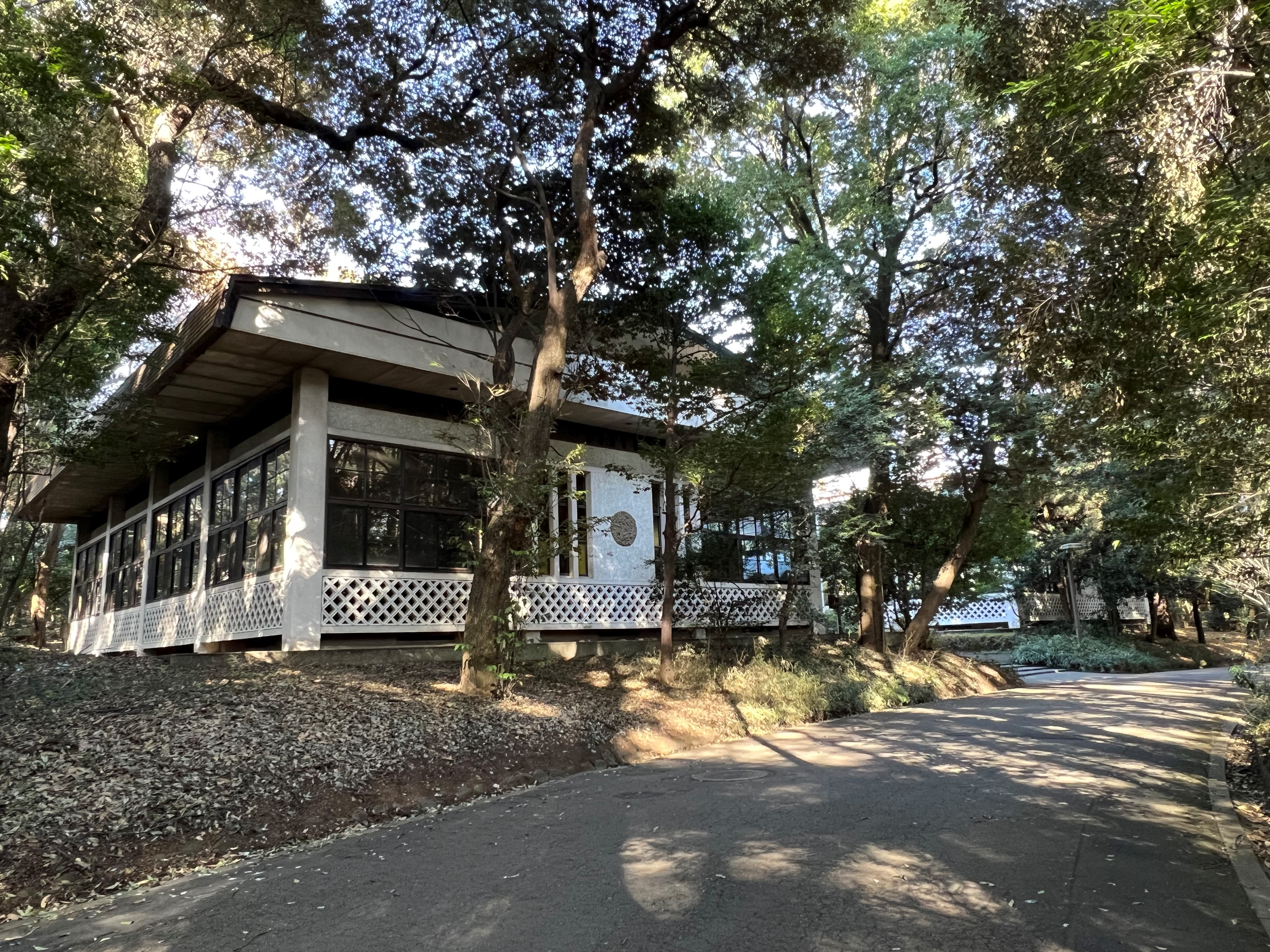
明治神宮至誠館

毎年、ゴールデンウイークに明治神宮至誠館弓道場において早慶明三大学連合遠的大会が開催されており、2025年には第72回を迎えた。早慶明の三つ巴で実施される団体戦の遠的大会で、学生六人順立×2、OB六人順立×2、一人二十射、計四百八十射の総的中で順位を決定する。

## 文化

### Compass（早慶明合同ビジネスコンテスト）
20011年より開始され、早稲田大学、慶應義塾大学、明治大学のマーケティング系サークル（早稲田大学マーケティング研究会、慶應義塾大学マーケティング部、明治大学マーケティング研究会）が、企業からテーマ設定された課題に対し提案を行うビジネスコンテスト。毎年夏季に開催され、大手企業が協賛の上、テーマ設定を行い、企業トップや役員層が審査委員を務め、200名以上の学生が集結し開催される大規模イベントである。
1994年から休会していた明治大学マーケティング研究会が2012年5月に再始動するにあたり、早稲田大学マーケティング研究会、慶應義塾大学経済新人会マーケティング部と共に早慶明合同勉強会を開催したことが発端となり、3大学対抗のビジネスコンテスト「compass」の創設に至り、第1回は明治大学リバティーホールで開催された。決勝では、各大学の予選を勝ち抜いた2グループずつ、合計6グループが集まり、1ヶ月間かけて練り上げたビジネスプランを発表する。
- 過去の協賛企業
全日本空輸（ANA）、日本航空（JAL）、JTB、フジテレビ、ライオン、ローソン、ドクターシーラボ、ピップ等

### 早慶明 BIG BAND JAZZ FESTIVAL
学生ビッグバンドを代表する、慶應義塾大学ライトミュージックソサエティ、明治大学ビッグ・サウンズ・ソサエティ・オーケストラ、早稲田大学ハイ・ソサエティ・オーケストラの出演により定期開催される音楽イベント。各校OB会の他、スイングジャーナル社などが後援してきた。毎回、著名アーティストなどがゲスト参加する。会場は大森ベルポートや浅草公会堂、また、地方開催される場合などもある。Jr.チームによる対抗戦は早慶明小森ジャズフェスティバルと命名されている。

## 応援合戦

### ジェット風船
プロ野球などのスポーツ応援において広く普及しているジェット風船は、その起源が1978年5月13日に広島東洋カープのファンが、甲子園球場で行ったものが発祥とされていたり、プロ野球応援の代名詞的なイメージとして定着したのは1985年の阪神タイガース優勝時に甲子園を埋め尽くした阪神ファンが一斉に放ってからなどとされているが、それよりも遥かに時代を遡った1931年の六大学野球慶明戦で、明治大学野球部が慶応大学野球部に勝利を納めた場面で、明治大学応援団が密かに用意していた「明大大勝」と大書した大風船を空に放ち、更に同時に放った多くの赤い小風船と共に神宮の客席を舞い壮観を呈した様子が、戦勝を祝す応援団の新戦術として白黒写真と共に同年10月2日の東京朝日新聞の紙面で紹介されており、今に至る日本の代表的な野球応援スタイルの萌芽を一世紀前の慶明戦に見ることが出来る。

### 孔明
慶大の応援指導部（応援団）が、明大戦でのみ使用する応援曲として『孔明』が知られており、専用の銅鑼が用意され演奏される。発祥としては、慶大がなかなか明大から勝ち点を奪うことが出来なかった時期に、諸葛亮孔明の「風を変える」という意味が込められ作成された説、部員たちが対明大用の応援歌を作ってそれを「抗明」と名付け後に転化した説など諸説あり。主に野球の慶明戦において使用される。

## 早慶明定期戦
1948年以来、開催されているバレーボールの他、ラグビー、ハンドボールなど多くの競技で、早慶明定期対抗戦が開催されており、OBも交えた全早慶明定期戦として実施されるケースや、アーチェリーなどのように早慶明新人戦が実施されているケースもある。　